# Peter Serracino Inglott
Le Rev. Professor Peter Serracino Inglott (né le 26 avril 1936 à La Valette – mort le 16 mars 2012) (B.A., B.D. (Paris), M.A. (Oxford), Ph.D. (Milan), Hon.D.Litt. (Luther), D.Univ. (Brunel)) a été jusqu'en 2004 l'un des 105 membres de la Convention sur l'avenir de l'Europe chargée de rédiger le Traité établissant une Constitution pour l'Europe, représentant le gouvernement maltais.
C'est un professeur à la faculté de théologie de l'Université de Malte et un ancien recteur de ladite université.
Ses recherches universitaires portent notamment sur l'adaptation de l'éducation religieuse aux différences individuelles.
Il a été conseiller du Premier ministre et est le président du Mediterranean Institute, University of Malta.
- Président du Malta Council for Science and Technology
- Director, International Ocean Institute, Malte
- Education: B.A. (University of Malta) M.A. (University of Oxford)
- B.D. (Institut catholique de Paris)
- Ph.D. (Université catholique du Sacré-Cœur, Milan)

Publications : Compostela (1993) ; Peopled Silence (1995);
The Maltese Cross (1995); Encounters with Malta (2000)